# Hans Wallberg
Hans Wallberg, född 28 februari 1946, död 14 juni 2013, var en IT-specialist inom bland annat området datornätverk. Han var till och med 2012 samordnings- och utvecklingsansvarig för SUNET, det svenska universitetsdatornätet. Han var under många år fram till och med 2010 chef för Umdac, Umeå universitets datorcentral.
Hans Wallberg började januari 1970 som programmerare på Umdac, och var från 1981 enhetens chef. Genom detta arbete engagerade han sig i uppbyggnaden av SUNET, som började etableras i sin första form omkring 1980. Från 1985 fungerade han som projektledare för SUNET fas 2, och snart blev han ansvarig för samordning och utveckling av SUNET i stort. Genom att SUNET och de andra nordiska universitetsnäten blev pionjärer på att bygga nät av Internet-typ fick Hans Wallberg många kontakter med både leverantörer och andra nätbyggarinitiativ i främst Europa och USA.
När Internet under 1990-talet började att få en utbredning utanför universitetsvärlden och olika Internet-organisationer växte fram, valde man ofta att kontakta Hans Wallberg. Han satt i styrelserna för bland annat Internetstiftelsen, ISOC-SE (Internet Society i Sverige) och TU-stiftelsen som är ägare av Netnod.

Hans Wallberg var en av Sveriges ledande experter på nätinfrastruktur och datakommunikation, och ingick åren 1998–2003 som expert i flera av regeringens fyra IT-kommissioner och var i den egenskapen ordförande för Observatoriet för IT-infrastruktur. Han deltog därför ofta i debatten kring en allmän utbyggnad av bredband i Sverige som förespråkare för visionen om "bredband åt alla", bland annat i rapporten "Framtidssäker IT-infrastruktur för Sverige" (1999):
"Visionen är att alla människor i Sverige inom 5 år har fast Internetanslutning minst 5 Mbit/s till högst samma kostnad som ett busskort." 
På initiativ av Hans Wallberg engagerade ISOC-SE hösten 2002 skribenterna Inga Hamngren och Jan Odhnoff för att beskriva den svenska Internethistorien, vilket 2003 resulterade i boken De byggde internet i Sverige.
Vid Internetdagarna 2012 tilldelades Hans Wallberg IP-priset av föreningen SNUS (Swedish Network Users Society) för sitt mångåriga arbete med spridning av Internet och nätverk i allmänhet i Sverige.